# Siphona lacrymans
Siphona lacrymans là một loài ruồi trong họ Tachinidae.